# Santa Maria d'Amposta
Santa Maria o l'Assumpció és una església d'Amposta protegida com a bé cultural d'interès local.

## Arquitectura
Té planta rectangular, una sola nau amb capelles laterals entre els contraforts i absis semicircular.
A l'exterior, els laterals longitudinals manifesten el paredat amb barreja de pedres de tota classe i mides. No hi ha cap element ornamental excepte a la façana principal, on destaquen els dos cossos prismàtics que la flanquegen, probables orígens de torres, tal com ho demostra la torre campanar de la dreta, de planta quadrangular o octogonal, de maó. Els acabaments d'aquests prismes estan decorats a manera de capitells, amb ornamentacions de motius florals i geomètrics.
L'interior de la nau està dividida per cinc trams coberts amb volta de canó, els dos últims més petits que els tres primers. L'absis té volta de quart d'esfera i les capelles laterals són de planta rectangular amb voltes d'aresta i es comuniquen per grans obertures d'arc de mig punt als contraforts. A l'últim tram de la nau es troba una gran tribuna. La prolongació dels arcs de mig punt a la cara perpendicular dels contraforts està realçada per pilastres de secció rectangular amb grans capitells compostos. La gran alçada de les capelles dificulta la il·luminació.

## Història
Construïda en substitució de l'antiga església, l'obra d'aquesta s'inicià el 1773 per l'empenta tant dels veïns com de les autoritats. Al maig de 1776 s'atorgà l'escriptura de construcció en favor dels arquitectes tortosins Francesc Melet i Andreu Moreno, però les dificultats econòmiques retardaren l'obra i la realització d'un nou projecte, per a estalviar diners, a càrrec de l'arquitecte valencià Manuel Blasco. Tot i això, els problemes per als pagaments de les obres continuaren i l'edificació es paralitzà definitivament l'any 1826. Durant la segona guerra carlina fou utilitzada com a caserna per les tropes reials, sofrint bastants desperfectes. Cap al 1850 i gràcies a una forta donació de la reina Isabel II s'inicien novament les obres i s'acaben prop del 1875, encara que la façana quedés inacabada. Durant la guerra del 1936-39 fou convertida en mercat de la Col·lectivitat General.
El 1990 fou arrebossada la façana.